# Installationsrunde
Die Installationsrunde (engl. Installation Lap) ist ein Begriff aus dem Motorsport und beschreibt die erste Runde einer Trainingssitzung, in welcher der Fahrer sein Fahrzeug einem technischen Funktionstest unterzieht. Zugleich wird in dieser Runde durch den Piloten das Fahrverhalten des Fahrzeuges beurteilt. In der Regel kehren die Piloten nach der Installationsrunden an die Box zurück.